# Cal Ferrer (Viladrau)
Cal Ferrer és una masia de Viladrau (Osona) inclosa a l'Inventari del Patrimoni Arquitectònic de Catalunya.

## Descripció
Masia de planta rectangular (14x5) coberta a dues vessants amb el carener perpendicular a la façana situada a migdia. Consta de planta, primer pis i presenta una altra casa, Can Ponet (9x5), adossada al sector nord.
La façana principal presenta a la planta un portal rectangular amb barbacana i llinda datada (1717) a ponent i una finestra rectangular i un portal de garatge al llevant. El primer pis presenta cinc finestres. La façana a llevant presenta un cos cobert adossat amb una finestra; al sector de Can Ponet presenta un cobert i un portal a la planta, i un gran finestral al primer pis. La façana nord és cega i té Can Ponet adossat al llevant. La façana occidental està parcialment adossada al pendent del terreny, i presenta un portal i una finestra amb emmarcaments de granit a la planta (Can Ponet), i una altra a Cal Ferrer; al primer pis dues finestres una a cada habitatge.

## Història
Masia del segle xviii pertanyent al barri de les Paitides, on des del 1681 consta l'existència de cases de pagesos i entre elles algun menestral o paraire en aquest barri del poble, vers el mas Martí. Aquest any apareix esmentat com lloc de "les partidas"; "partida" voldria dir en aquest cas, peces de terra o feixes, que se separarien de la propietat del Martí i algunes potser del Pujolar. La creació d'aquest barri té a veure amb el fort creixement de la població al llarg del segle xvii. Els actuals propietaris no mantenen la cognominació d'origen.